# Mélodie Cocktail
Vous lisez un « bon article » labellisé en 2010.  Il fait partie d'un « bon thème ».
Série Classiques d'animation Disney
Coquin de printemps
(1947) Le Crapaud et le Maître d'école
(1949)
Pour plus de détails, voir Fiche technique et Distribution.
Mélodie Cocktail (Melody Time) est le treizième long-métrage d'animation et le dixième « Classique d'animation » des studios Disney. Sorti en 1948, il s'agit d'une anthologie de sept courts métrages, réalisés par Clyde Geronimi, Wilfred Jackson, Jack Kinney et Hamilton Luske dans la lignée de Fantasia (1940) et de La Boîte à musique (1946), mais incluant des prises de vues réelles.
Les sept séquences, assez disparates, reprennent des traits caractéristiques des précédentes productions de Disney. Ainsi, on retrouve deux séquences sur le folklore américain, une séquence d'animation surréaliste, une autre dans un monde d'objets anthropomorphes et d'autres mêlant animation et acteurs en prise de vue réelle. Plusieurs auteurs notent que le film, malgré un certain niveau technique et quelques éléments agréables, manque d'unité. D'après ces mêmes critiques, le film conforte le public dans son attente d'un retour aux standards de Disney, les longs métrages d'un seul tenant. Mélodie Cocktail est la dernière compilation de courts métrages de Disney hormis la compilation Le Crapaud et le Maître d'école (1949) avec deux moyens métrages. Le long métrage Cendrillon est alors en production et prévu pour 1950.
En 1955, deux séquences issues du film ont été éditées sous le titre Contrasts in Rhythm tandis que cinq autres ont été regroupées avec quatre tirées de La Boîte à musique sous le nom de Music Land.

## Synopsis
Mélodie Cocktail a pour maître de cérémonie un masque ayant la voix de Buddy Clark. Chacune des séquences, dont le titre s'anime grâce à un pinceau sur une partition de musique, est chantée par un artiste des années 1940-50.
Le film se présente comme une séance d'opéra composée de dix scènes-séquences dont sept sont des courts métrages d'animation, les autres étant des documentaires. Chacun des courts métrages d'animation a un titre mais il n'a pas ensuite été repris pour identifier les films de manière individuelle. Voici les courts métrages d'animation :

### C'est un souvenir de décembre(Once Upon a Wintertime)
Frances Langford raconte l'histoire, dans les années 1900, d'une romance hivernale parallèle entre deux humains et deux lapins. Les deux couples s'amusent d'abord sur un lac gelé mais la glace se brise. Les chevaux de traîneau tombent amoureux des chevaux bleus et des Meanies.

### Bumble Boogie
Une mouche vit un véritable cauchemar fantaisiste sur une interprétation du Vol du bourdon de Nikolaï Rimski-Korsakov jouée par Freddy Martin et son orchestre.

### Johnny Pépin-de-Pomme(Johnny Appleseed)

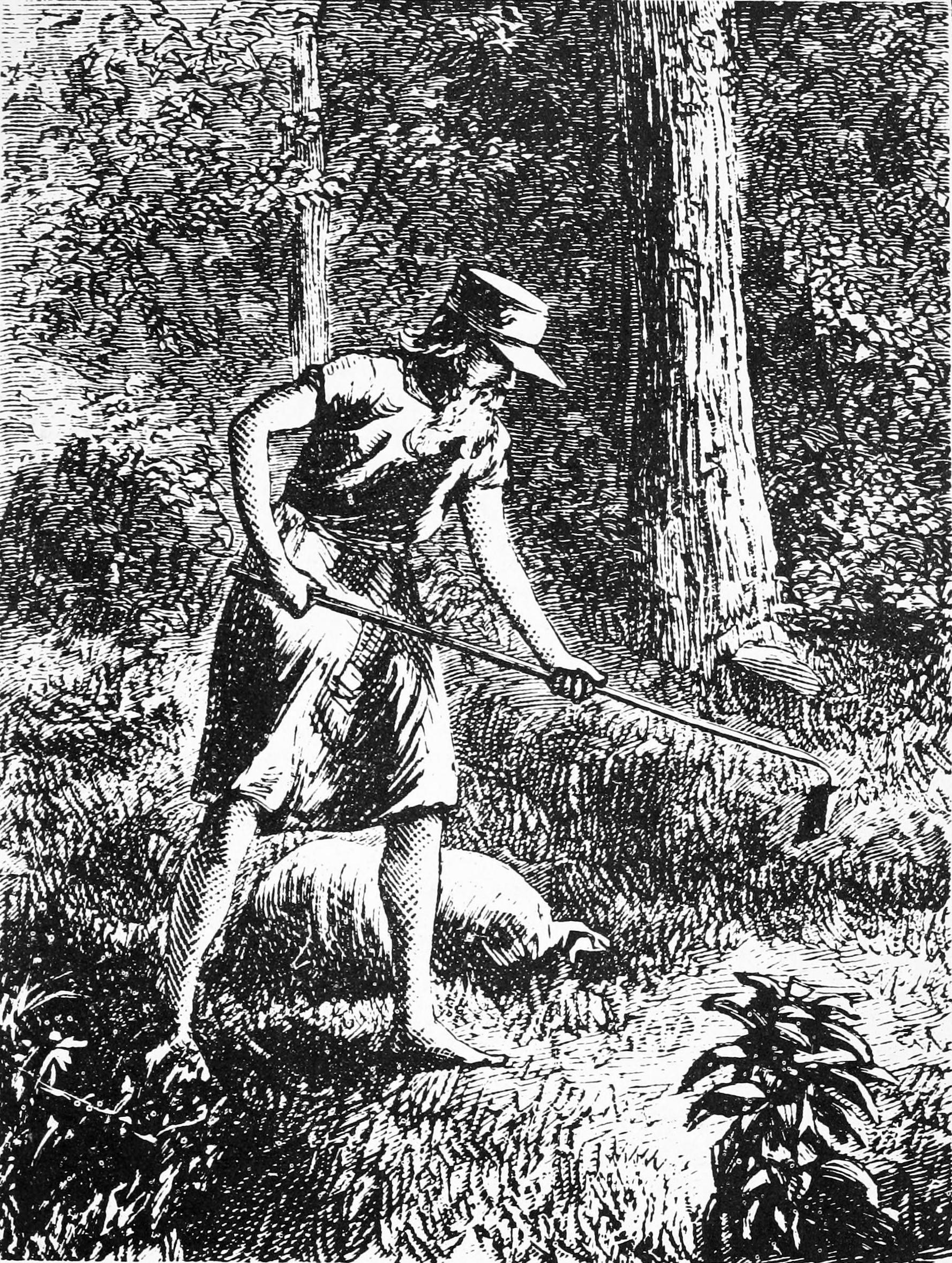
Johnny Appleseed illustré dans le magazine Harper's (1871).

Dennis Day raconte la vie du célèbre pionnier John Chapman, qui parcourut l'Ouest des États-Unis en plantant des pommiers.

### Petit Toot(Little Toot)
Les Andrews Sisters chantent l'histoire d'un petit bateau, qui, voulant ressembler à son père, rencontre bien des ennuis.

### À la gloire d'un arbre(Trees)
Fred Waring (en) et les Pennsylvanians interprètent un poème, ayant pour thème les arbres, de Joyce Kilmer.

### C'est la faute de la samba(Blame it on the Samba)
Chantée par les Dinning Sisters, cette séquence raconte l'apprentissage de la samba par Donald et José Carioca. Leur professeur est l'Aracuan, l'oiseau fou des Trois Caballeros (1944), accompagné à l'orgue par Ethel Smith.

### Pecos Bill
Après avoir chanté Blue Shadows, Roy Rogers et les Fils des Pionniers racontent à Luana Patten et Bobby Driscoll comment le légendaire Pecos Bill naquit et tomba fou amoureux de Sweet Slue Foot Sue.

## Fiche technique
- Titre original : Melody Time
- Titre français : Mélodie Cocktail
- Réalisation : Clyde Geronimi, Wilfred Jackson, Jack Kinney et Hamilton Luske (séquences d'animation)
- Scénario : Winston Hibler, Harry Reeves, Ken Anderson, Erdman Penner, Homer Brightman, Ted Sears, Joe Rinaldi, Bill Cottrell, Jesse Marsh, Art Scott, Bob Moore, John Walbridge et Little Toot d'après Hardie Gramatky
- Photographie : Winton C. Hoch (prises de vues réelles)
- Montage : Donald Halliday et Thomas Scott
- Procédé technique : Ub Iwerks (prises de vues réelles)
- Son : C. O. Slyfield (superviseur), Harold J. Steck et Robert O. Cook (enregistrement)
- Consultant folklore : Carl Carmer (en)
- Consultante Technicolor : Natalie Kalmus, assitée de Morgan Padelford et Robert Brower
- Conception graphique (séquences d'animation) :
  - Cadrage (Layout) : Hugh Hennesy, Mac Stewart, Ken O'Connor, Lance Nolley, Al Zinnen, Bob Cormack, Don Griffith, Thor Putnam, Don DaGradi
  - Couleur et stylisme : Mary Blair, Claude Coats et Dick Kelsey
  - Décors : Art Riley, Brice Mack, Ralph Hulett, Ray Huffine, Merle Cox et Dick Anthony
- Animation :
  - Supervision : Eric Larson, Ward Kimball, Milt Kahl, Ollie Johnston, John Lounsbery et Les Clark
  - Animation des personnages : Marvin Woodward, Harvey Toombs, Hal King, Judge Whitaker, Ed Aardal, Ken O'Brien, Cliff Nordberg, Don Lusk, Rudy Larriva, Bob Cannon, Hal Ambro et John Sibley
  - Effets spéciaux : George Rowley, Josh Meador, Jack Boyd et Dan McManus
- Musique :
  - Supervision : Eliot Daniel et Ken Darby assistés de Paul J. Smith
  - Arrangements : Vic Schoen (en) et Al Sack (en)
  - Chansons[2] : Benny Benjamin (en) et George Weiss (Melody Time), Allie Wrubel (Little Toot), Kim Gannon (en) et Walter Kent (en) (The Lord is good to me, The Apple Song, The Pioneer Song), Bobby Worth (en) et Ray Gilbert (One upon a Wintertime), Ernesto Nazareth et Ray Gilbert (Blame it on the Samba), Eliot Daniel et Johnny Lange (en) (Blue Shadows on the trail, Pecos Bill), Nikolaï Rimski-Korsakov (Le Vol du bourdon) et Oscar Rasbach (en) (poème musical Trees de Joyce Kilmer)
- Production : Ben Sharpsteen
- Société de production : Walt Disney Pictures
- Société de distribution : RKO Radio Pictures
- Pays d'origine :  États-Unis
- Langue originale : anglais
- Format : Couleurs - 35 mm - 1,37:1 - Son mono (RCA Sound System)
- Durée : 75 minutes
- Dates de sortie : 
  - États-Unis : 27 mai 1948[3]
  - France : 28 février 1951
- Affiche : Boris Grinsson (France)

Sauf mention contraire, les informations proviennent de : Leonard Maltin, John Grant, Jerry Beck

## Distribution

### Distribution et voix originales

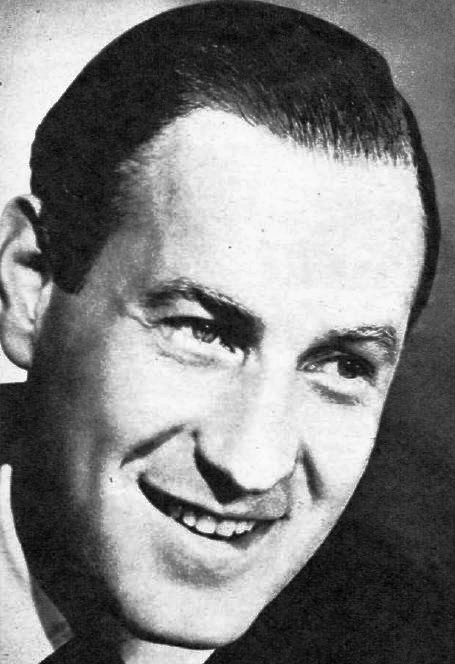
Buddy Clark en 1948.

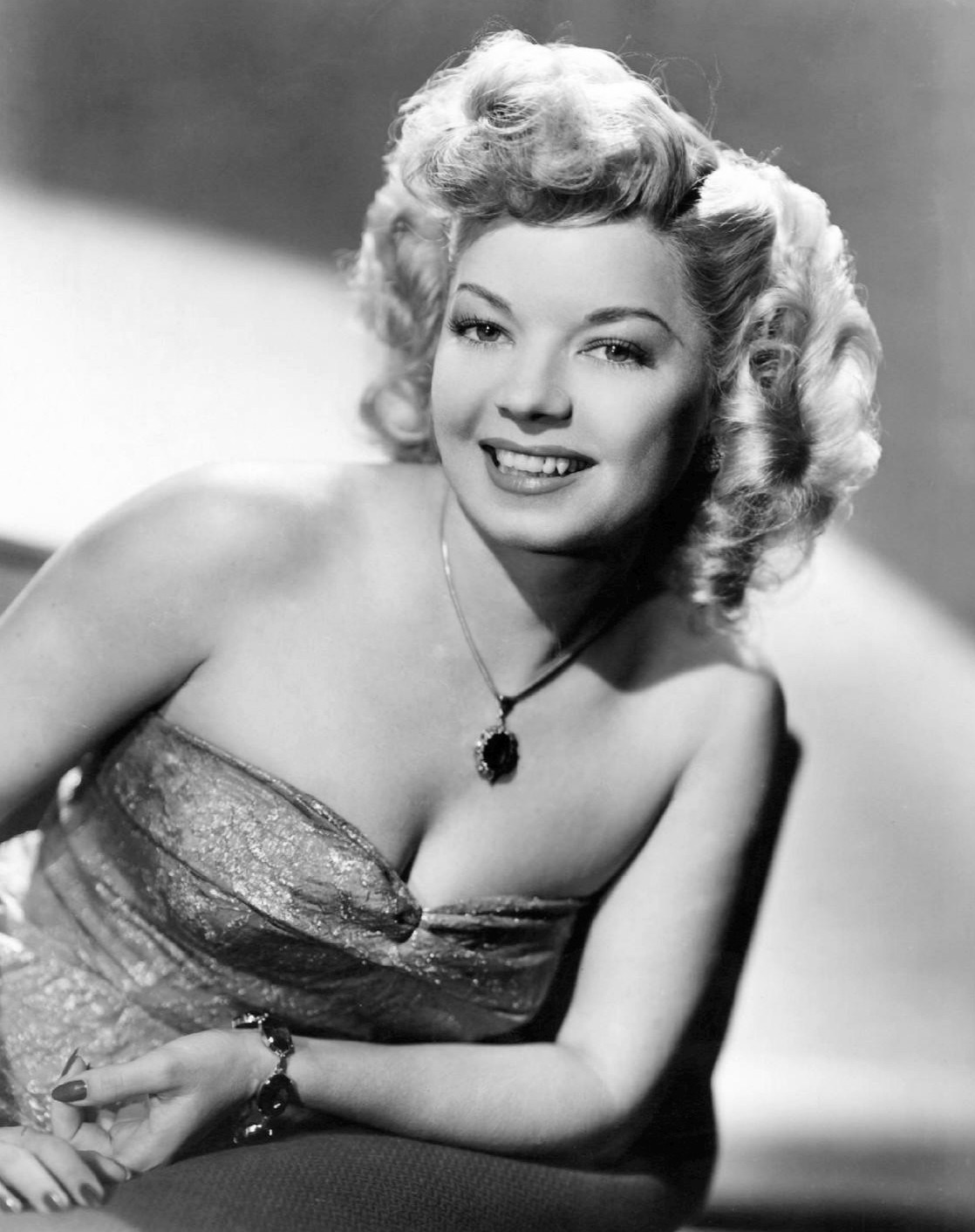
Frances Langford vers 1946.

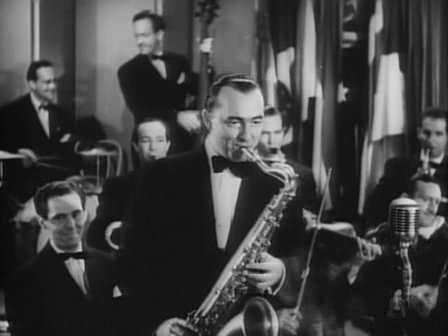
Freddy Martin en 1943.

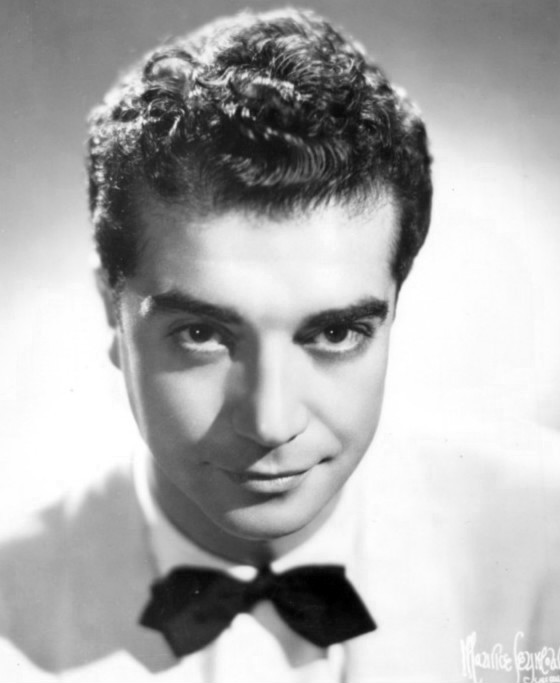
Jack Fina en 1948.

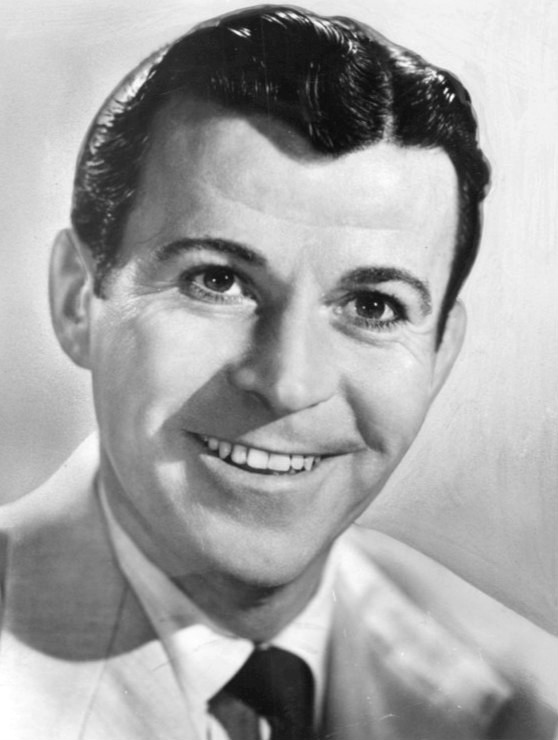
Dennis Day en 1960.

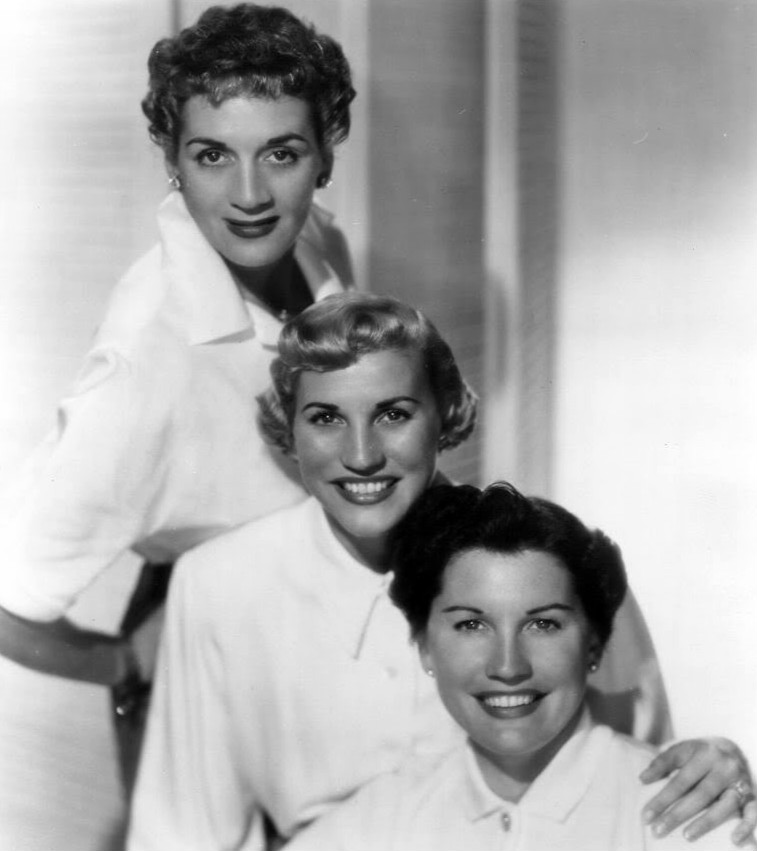
The Andrews Sisters en 1952.

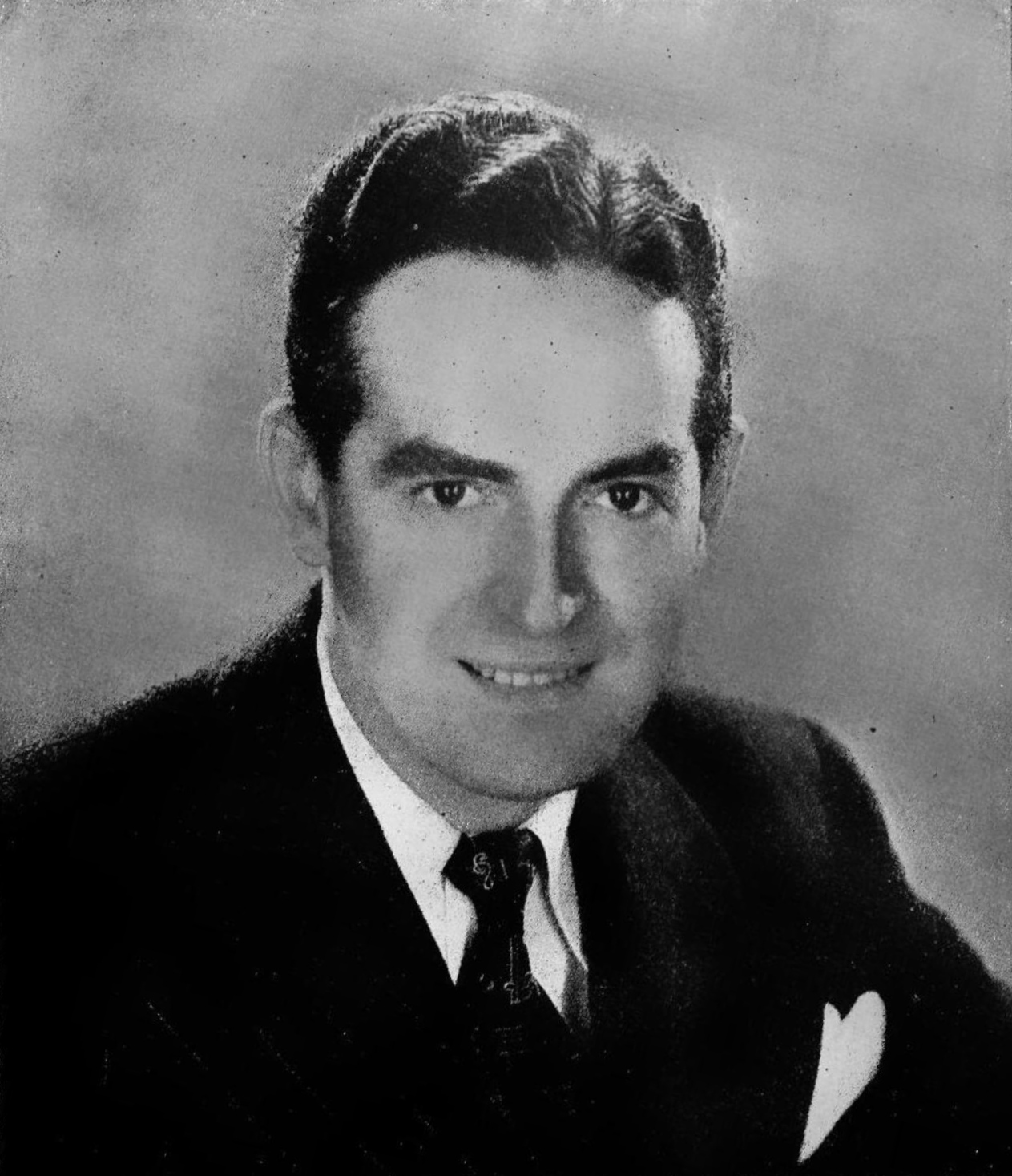
Fred Waring en 1944.

- Buddy Clark : le maître de cérémonie
- Frances Langford : la chanteuse (Once Upon a Wintertime)
- Freddy Martin and his Orchestra : les musiciens (Bumble Boogie)
- Jack Fina : le pianiste (Bumble Boogie)
- Dennis Day : Johnny Appleseed (Johnny Pépin-de-Pomme)/The Old Settler (Le Vieux Pionnier)/Angel (l'Ange) (voix) (Johnny Appleseed)
- The Andrews Sisters : les chanteuses (Little Toot)
- Fred Waring (en) and the Pennsylvanians : les chanteurs (Trees)
- Ethel Smith : elle-même (Blame it on the Samba)
- Pinto Colvig : Aracuan Bird (voix) (Blame it on the Samba)
- The Dinning Sisters : les chanteuses (Blame it on the Samba)
- Roy Rogers : lui-même, le narrateur et le chanteur (Pecos Bill)
- Trigger : lui-même (cheval de Roy Rodgers) (Pecos Bill)
- Bobby Driscoll : lui-même (Pecos Bill)
- Luana Patten : elle-même (Pecos Bill)
- Sons of the Pioneers : eux-mêmes (Pecos Bill)
- Bob Nolan : lui-même (Pecos Bill)

### Voix françaises

#### 1erdoublage(1951)
- Camille Guérini : le narrateur

La sortie du film en 1951 en France atteste d'un doublage à l'époque mais les acteurs ayant prêté leur voix ne sont pas clairement identifiés.

#### 2edoublage(1998)
- Renaud Marx : le maître de cérémonie (Le Temps d'une chanson)
- Michel Barouille : le chanteur soliste (Le Temps d'une chanson)
- Georges Caudron : le narrateur (C'est un souvenir de décembre)
- Marie Myriam : le chanteuse soliste (C'est un souvenir de décembre)
- François Berland : le narrateur (Bumble Boogie, Johnny Pépin-de-Pomme, C'est la faute de la samba, Pecos Bill)
- Hervé Rey : Johnny Pépin-de-Pomme
- Bernard Alane : l'Ange gardien
- Pierre Dourlens : le Vieux Pionnier
- Michel Costa : le chanteur soliste (Johnny Pépin-de-Pomme)
- Grazziella Madrigal : la chanteuse soliste (Petit Toot, C'est la faute de la samba)
- Pierre Laurent : le narrateur (À la gloire d'un arbre) / le cow-boy (Pecos Bill)
- Dominique Poulain : la chanteuse (C'est la faute de la samba)
- Francine Chantereau : la chanteuse (C'est la faute de la samba)
- Guy Chapellier : Roy Rogers (Pecos Bill)
- Elliott Weill : Bobby (Pecos Bill)
- Manon Azem : Luana (Pecos Bill)
- Bernard Métraux, Jean-Louis Faure : les cow-boys (Pecos Bill)
- Olivier Constantin : le chanteur soliste (Pecos Bill)

## Sorties cinéma
Sauf mention contraire, les informations suivantes sont issues de l'Internet Movie Database.
- États-Unis : 27 mai 1948
- Mexique : 4 mai 1950
- France : 28 février 1951
- Suède : 16 avril 1951
- Italie : 6 juin 1951
- Allemagne de l'Ouest : 1952
- Finlande : 17 avril 1953

## Sorties vidéo
- Années 1980 - VHS
- 28 septembre 2000 - VHS
- 8 octobre 2003 - DVD en France incluant Casey contre-attaque, Le Verger de Donald et Lambert le lion bêlant

## Origine et production
En 1941, le studio Disney fait face à des difficultés financières assez importantes. Les précédents longs métrages sortis en 1940, Pinocchio et Fantasia, n'ont pas réalisé les résultats escomptés : ils ne compensent même pas la moitié de leurs coûts de production. Un autre long métrage est alors en production depuis plusieurs années, Bambi, avec un budget tout aussi important. Dans le but d'obtenir quelques revenus, le studio Disney lance deux films à petit budget avec l'espoir de récolter quelques bénéfices puis de lancer ensuite d'autres projets,. Les deux premiers projets sont Le Dragon récalcitrant (1941) et Dumbo (1941). Mais la Seconde Guerre mondiale pénalise fortement le studio. Une solution survient avec la production des deux compilations latino-américaines Saludos Amigos (1942) et Les Trois Caballeros (1944). Ces deux compilations permettent au studio de rester à flot et de relancer des projets suspendus par le conflit mondial.
Walt avait l'idée de poursuivre le concept de Fantasia, malgré son résultat mitigé, en associant cette fois des séquences animées et de la musique plus populaire. En 1944, il lance un projet dans ce sens, d'abord avec tous les styles de musique (dont celle de Leopold Stokowski). Au fur et à mesure de l'avancement du projet, certaines pièces sont retirées et d'autres ajoutées, aboutissant à un film dont le ton est beaucoup plus populaire que prévu initialement. Ce projet est d'abord appelé Swing Street mais change de titre avant sa sortie annoncée en août 1946 en La Boîte à musique. Les compilations, musicales ou non, donnent au artistes la possibilité d'exercer leurs talents et au studio de générer quelques revenus. Coquin de printemps (1947), une compilation de deux moyens métrages, est l'un des nombreux projets réalisés de manière rapide et à moindre coût en attendant que le studio retrouve son rythme. Courant 1946, le studio n'a pas encore atteint le niveau désiré et se lance dans la production d'autres compilations.

### Énième compilation
Plusieurs séquences écartées de compilations précédentes ou d'idées de courts métrages ont, semble-t-il, été assemblées pour faire une nouvelle compilation musicale sur le schéma de La Boîte à musique. Le court métrage C'est la faute de la samba rassemble Donald Duck, José Carioca et l'Aracuan déjà présents dans Trois Caballeros (1944).
D'abord intitulée All in Fun, la production de cette compilation est attestée dès 1946, car elle fait partie des quatre longs métrages à ne pas être suspendue par un mémo interne daté du 20 août 1946 envoyé par John Reeder (directeur général) à Roy O. Disney.
Après cette interruption en été 1946, le titre du projet devient Mélodie Cocktail. La date précise de reprise du travail n'est pas connue. Mais au début de l'année 1947, le studio annonce que la production du film Danny, le petit mouton noir est suspendue pour sept semaines. Le même communiqué déclare que le travail sur l'animation de Coquin de printemps s'achève et que deux autres compilations sont en préparation, Mélodie Cocktail et Two Fabulous Characters ; cette dernière sera renommée par la suite Le Crapaud et le Maître d'école. Au printemps 1948, lors d'un entretien avec la journaliste Hedda Hopper, Walt Disney évoque la possibilité de réaliser un court métrage sur le personnage de Davy Crockett, créant ainsi un groupe de courts métrages sur les légendes américaines comprenant Johnny Pépin-de-pomme et Pecos Bill. Le projet se transformera en série télévisée dans les années 1950 avec Davy Crockett.
Peu après la sortie de Mélodie Cocktail en 1948, Walt Disney décide d'arrêter la production de nouvelles compilations pour reprendre celle de Cendrillon, elle aussi mise en suspens au début de la décennie, pour en faire son prochain long métrage.

### Les séquences
Chaque séquence du film Mélodie Cocktail possède ses caractéristiques propres. Le seul élément de liaison consiste en des intermèdes de présentation des séquences, durant lesquels un pinceau dessine les supports pour des crédits et un masque (dont la voix est celle Buddy Clark) personnifie le narrateur. Mélodie Cocktail est le premier film de Disney présentant le titre et les crédits des acteurs à chaque séquence.
C'est un souvenir de décembre narre les actions et la romance d'un couple, un jeune homme et une jeune femme patinant sur un lac gelé. Elles sont mises en parallèle avec celles d'un couple de lapins. Le jeune homme se prénomme Joe, sa compagne Jenny, les lapins eux sont anonymes. La séquence, réalisée sous la direction d'Hamilton Luske, s'approche graphiquement « d'une représentation de type carte postale (image d'Épinal) qui prend vie avec des personnages et des décors délibérément exagérés, » en surimpression. L'histoire est en réalité un flashback, un souvenir, comme le laisse entendre à la fin de la séquence les deux photographies d'un cadre placé sur la table d'une maison victorienne, montrant le couple légèrement plus âgé. La trame du scénario reprend plusieurs éléments de Mickey patine (1935). Le film comprend d'autres couples ou paires d'animaux tels que les chevaux, les écureuils ou les mésanges. Au niveau du graphisme, on peut noter des ressemblances avec le film Cendrillon alors en production, par exemple pour les chevaux ou des tons des décors. Beck note que le travail de Mary Blair est très visible sur le style et les couleurs de cette séquence ainsi que sur celle de Johnny Pépin-de-Pomme. Selon Beck, Blair se serait inspirée pour les décors stylisés mais plats des œuvres de l'impressionniste Anna Mary Robertson Moses (surnommée Grandma Moses), entre autres le paysage hivernal de Sugaring Off (1943). Toutefois Maltin trouve la qualité moins bonne. Il affirme que, dans les précédents longs métrages, la rivière aurait été détaillée jusqu'à la moindre bulle.
Bumble Boogie est une interprétation jazzy du Vol du bourdon de Nikolaï Rimski-Korsakov par Freddy Martin, son orchestre et Jack Fina au piano. D'après le narrateur, cette œuvre est un « cauchemar instrumental » illustré par une mouche plongée dans un monde musical surréaliste. L'insecte est pourchassé par les marteaux du piano, le tout volant aux travers de nombreux motifs musicaux. Cette séquence rejoint la séquence After You've Gone de La Boîte à musique clairement qualifiée de surréaliste,, et Toccata et Fugue en ré mineur de Fantasia inspirée du travail de l'artiste abstrait allemand Oskar Fischinger. Grant confirme et redéfinit pour cette séquence le concept d'animation surréaliste, une rencontre entre animation et musique, mais ne mentionne pas les précédents du studio. Beck considère Bumble Boogie comme dépassant [techniquement et dans le surréalisme] la séquence des éléphants roses de Dumbo (1941), qu'il ajoute à la liste de séquences surréalistes. Pour Grant, le personnage principal, qui pour lui est une abeille, est soit paranoïaque soit le monde qui l'entoure lui en veut réellement.
L'histoire de Johnny Pépin-de-Pomme est inspirée du héros populaire John Chapman (1774-1845) qui planta durant plus de quarante ans des pommiers le long de la rivière Ohio. Cette séquence est l'occasion pour l'acteur américain Dennis Day de prêter sa voix à la fois au personnage de Johnny mais aussi à son ange gardien. L'histoire présente l'ange gardien de Johnny comme la voix qui pousse le jeune homme à suivre les wagons des pionniers partis s'installer dans le vaste arrière-pays américain et à planter des pommiers sur son chemin. L'ange réapparaît à la fin de la séquence pour réveiller Johnny, du moins son fantôme ou son âme, et lui demander de venir planter des pommiers au Paradis où il n'y en aurait pas. Selon Maltin, cette séquence manque de détails graphiques (il note par exemple l'absence de feuilles dans les arbres) et ressemble plus aux productions des années 1950 qualifiée d'animation limitée (caractéristique du studio United Productions of America). Maltin remarque aussi que la cabane de Johnny est de couleur bleue et que les collines des décors sont dans un style plus impressionniste que réaliste. La Production Code Administration, faisant appliquer le Code Hays, avait demandé la modification d'une phrase des paroles qui contenait le terme « Cuss » (abréviation argotique créole de cousin mais aussi blasphème).
La séquence du Petit Toot raconte l'histoire d'un jeune bateau remorqueur de la baie de New York ayant une famille, faisant des bêtises mais dont le courage va sauver un paquebot du naufrage. Sa maladresse va ainsi causer du tort à son père Grand Toot. Les deux personnages sont graphiquement assez simples mais leurs traits permettent de souligner leurs caractères respectifs, le « faux mauvais garçon » pour Petit Toot et le « travailleur taciturne et bourru mais au grand cœur » pour son père. Pour Grant, la manière dont les animateurs de Disney sont parvenus à ce résultat dans la personnalisation n'est pas connue et peut-être par les animateurs eux-mêmes, à part l'instinct. L'histoire se rapproche de celle de Pedro (1942). John Grant expliquait que Pedro est le premier d'un nouveau genre de personnages, celui « des objets mécaniques non pensants qui parviennent à gagner notre sympathie » par des caractères anthropomorphiques. Petit Toot est l'un de ses héritiers. Sean Griffin parle « d'objets inanimés humanisés. »
La séquence À la gloire d'un arbre est une mosaïque mouvante d'images illustrant le poème de Joyce Kilmer. Elle ne contient aucun personnage. Les images dépeignent les arbres dans la lumière, dans l'ombre, la nuit, sous la pluie, au coucher du soleil, au sommet d'une montagne après une tempête et finalement à contre-jour donnant à l'arbre la forme d'une croix latine. En raison de son caractère très artistique et son thème possédant un sens (celui du poème), Maltin rapproche cette séquence de Blue Bayou (1946), court métrage prévu à l'origine pour Fantasia sous le titre Clair de lune. Techniquement, À la gloire d'un arbre comprend de nombreux chefs-d'œuvre tels que la réflexion du soleil brisant une tempête qui se révèle être une cascade que la caméra traverse ou un zoom sur un ciel coloré devenant une feuille multicolore.
La séquence C'est la faute de la samba reprend les héros des Trois Caballeros, Donald Duck et José Carioca. Au début les trois héros sont littéralement bleus. Rapidement grâce à un Cocktail servi par l'Aracuan, ils reprennent des couleurs (aussi littéralement). La boisson (non identifiée) est accompagnée d'une danse et de la musique, une Samba jouée par l'organiste Ethel Smith. Grant note que dans la séquence, les trois personnages ont plutôt des rôles passifs, subissant l'action. L'Aracuan est aussi irresponsable et destructeur que dans ses précédentes apparitions. José Carioca possède un caractère plus proche de celui de Saludos Amigos, plus amical, que la version cruelle des Trois Caballeros. La séquence intègre des prises de vue réelles d'Ethel Smith et les « interactions » entre l'orgue et l'Aracuan (ce dernier emplit l'instrument de dynamite et le fait exploser) ont été obtenues grâce aux effets spéciaux d'Ub Iwerks, déjà à l'œuvre sur les précédentes productions mêlant animation et acteurs. Grant considère les effets spéciaux aussi achevés que ceux de Qui veut la peau de Roger Rabbit (1988). Pour Maltin, la séquence comporte de nombreuses idées d'animation assez complexes présentées dans des scènes agencées sur un rythme brusque (sous-entendu trop rapide). À la fin de la séquence, Aracuan donne un coup de pied à l'orgue et à Ethel, bien que la Production Code Administration ait demandé la suppression de ce détail.
La séquence Pecos Bill est selon Maltin la première confrontation de Disney avec un héros du folklore américain. Le héros éponyme de la séquence a été animé par Ward Kimball, reconnu pour son traitement audacieux et burlesque. Sue a été conçue par Kimball mais animée par Milt Kahl. C'est une jeune femme à l'apparence de sex-symbol avec une démarche aguichante et un corps idéalisé. Le cheval de Pecos Bill est nommé en version originale Widowmaker (le faiseur de veuve). La séquence comprend elle aussi des scènes en prise de vue réelle mettant en scène Bobby Driscoll et Luana Patten, deux jeunes acteurs ayant participé à Mélodie du Sud (1946). Beck note que Kimball a réussi à placer une pointe d'humour empreinte de sexualité dans la scène où Pecos Bill embrasse Sue : les colts s'extraient de leurs holsters et se mettent à faire feu. Kimball pensait que la scène serait coupée au montage mais ce ne fut pas le cas. Plus tard, les scènes où Pecos Bill fume une cigarette ont été modifiées ou supprimées des versions américaines sur support. Ainsi la scène où Bill utilise un éclair de foudre pour allumer sa cigarette a été coupée. D'autres scènes ont été corrigées numériquement mais les versions européennes sur DVD conservent la version originale avec les cigarettes.

### Bande originale
- Le Temps d'une chanson (Melody Time) - Buddy Clark en VO
- C'est un souvenir de décembre (Once Upon a Wintertime) - Frances Langford en VO
- Bumble Boogie - Jack Fina et Freddy Martin en VO
- Le ciel est bon pour moi (The Lord is Good to Me)
- Un tour à l'endroit, un tour à l'envers (The Apple Song)
- C'est l'ouest qu'il te faut (The Pioneer Song) - Dennis Day en VO
- Petit Toot (Little Toot) - The Andrews Sisters en VO
- Gloire à l'arbre (Trees) - Fred Waring en VO
- C'est la faute de la samba (Blame it on the Samba) - Ethel Smith and the Dinning Sisters en VO
- Ma belle ombre bleue (Blue Shadows on the Trail)
- Le Cow-boy du Texas (Pecos Bill) - Roy Rogers et The Sons of the Pioneers en VO

## Analyse
Mélodie Cocktail est l'un des nombreux films produits durant les années 1940 par le studio Disney que Sébastien Roffat qualifie de « films composites », car constitués de plusieurs séquences indépendantes (en anglais, « segments ») s'apparentant à des courts ou des moyens métrages et généralement reliées entre elles par de brefs intermèdes. Steven Watts ajoute que des acteurs sont inclus dans les séquences de ces films suivant l'exemple de La Boîte à musique (1946) et inclut dans ce groupe Coquin de printemps (1947) et Mélodie Cocktail (1948). Bob Thomas voit dans ce film un nouveau recueil de musique populaire mise en animation.
Le film Mélodie Cocktail reçoit en 1948 à la Mostra de Venise le Prix international ex æquo avec le court-métrage Le Petit Soldat (1947) de Paul Grimault et Jacques Prévert.

### Un sentiment d'inachevé et d'hétérogénéité
Le film a reçu un accueil généralement défavorable de la part des critiques. Bosley Crowther décrit le film comme « un spectacle pot-pourri criard dans lequel quelques objets sont agréables et le reste juste acceptable. » Janet Wasko écrit que Mélodie Cocktail et La Boîte à musique « sont des compilations d'extraits recyclés de courts métrages sortis précédemment » (toutefois, bien que plusieurs séquences aient connu des ressorties, aucune n'a été éditée avant la sortie de la compilation). Barrier précise que Walt Disney a été contraint de superviser la production des courts métrages durant la seconde moitié des années 1940. Selon Maltin, d'autres critiques ont « pleuré face au génie que Disney avait autrefois. »
Grant déclare que le film ne comprend pas de séquence particulièrement forte. Pour Maltin, seule la séquence À la gloire d'un arbre est le seul lien avec l'Art. Pour Beck, moins de la moitié des séquences possède un intérêt et une seule donne l'impression que les animateurs ont eu un travail un peu créatif donnant au film un sentiment d'inachevé. Grant perçoit dans la globalité du film du génie avec des moments forts comme le surréalisme de Bumble Boogie ou les effets spéciaux de C'est la faute à la Samba. Il rappelle la présence de Salvador Dalí collaborant alors sur le projet Destino. Maltin note un mouvement d'éloignement de la littéralité et une hétérogénéité de style graphique. Pour Maltin ce qui manque à cette compilation c'est l'unité. Les intermèdes avec le pinceau écrivant le titre et les acteurs, ne permettent pas d'avoir une cohésion entre les différentes séquences. De plus le film finit de manière brutale avec Pecos Bill. Maltin fait l'analogie suivante : « Fantasia semble être les morceaux d'un même vêtement donnant un sentiment de découpage mais pas de fragmentation. » Grant trouve que les séquences ne sont pas mauvaises mais que seulement deux offrent le sentiment que Disney a recherché l'excellence tandis que les autres ont le goût de l'acceptable. Petit Toot est un très bon court métrage d'animation mais loin des chefs-d'œuvre du studio. Brode voit dans l'aspect de Johnny Pépin-de-Pomme une représentation, une caricature de l'homme efféminé qu'il retrouve dans celle d'Ichabod Crane, héros de la séquence La Légende de la Vallée endormie du film Le Crapaud et le Maître d'école (1949).
Beck trouve difficile de voir le film, qui accuse son âge, et de se rappeler que ce sont (plus ou moins) les mêmes animateurs qui ont réalisé huit années plus tôt Pinocchio. Pour Maltin et Beck, Mélodie Cocktail est la dernière et la meilleure des compilations musicales Disney des années 1940,. John Grant est d'accord sur le fait que ce soit la dernière mais note la présence de la compilation de deux courts métrages Le Crapaud et le Maître d'école (1949) mais considère le film comme le moins distingué. Grant voit dans ce relatif manque de qualité la reprise du souffle (créatif et artistique) en vue de préparer la sortie du long Cendrillon prévue pour 1950. Il déclare aussi que la critique ultime du film tient peut-être dans le fait que les critiques ont presque toujours quelque chose à dire mais ne sont ni extatiques ou favorables ni très hostiles à l'égard du film.

### Musique et hommage
Brode considère La Boîte à musique (et aussi Mélodie Cocktail) comme une preuve que Disney n'a pas abandonné son rêve d'amener la musique, classique ou non, au plus large public possible et ce malgré l'échec financier de Fantasia, ce film n'étant qu'une version moins démesurée, plus économique. Maltin apprécie le côté extrêmement entraînant du film bien qu'il n'ait pas la brillance des longs métrages de Disney plus cohérents.
Brode explique que deux séquences de Mélodie Cocktail sont des hymnes aux arbres, le premier À la gloire d'un arbre est assez explicite, le second est presque indirect car il rend hommage à Johnny Pépin-de-Pomme. Ce dernier est avant tout un planteur de pommiers qui serait d'après la séquence le réconfort, apportant nourriture et convivialité aux colons américains. Les deux séquences établissent aussi un lien entre les arbres et Dieu, la première avec le vers But only God can make a tree (Seul dieu peut faire un arbre) et la seconde hissant Johnny au Paradis pour y planter des pommiers. Cette séquence comprend la seule représentation du Paradis chez Disney. Brode écrit aussi que la séquence À la gloire d'un arbre souligne la relation entre la nature et la spiritualité. Pour Brode, la morale de l'histoire de Johnny Pépin-de-Pomme ferait écho à la « crise de la quarantaine » alors la tranche d'âge de Walt Disney. L'ange de Johnny est un personnage digne des valeurs prônées par le réalisateur Frank Capra : humanistes, sociales et morales.
Brode considère que le désarroi de Donald et José dans C'est la faute de la Samba est une frustration provoquée par la mauvaise réussite des deux compilations sud-américaines sorties quelques années auparavant. Il ajoute que la couleur bleue est ici associée à la fois à la mélancolie et à la sexualité. L'Aracuan sert un Cocktail aux deux personnages attristés et avec la musique, la vie reprend des couleurs. Brode associe la boisson à un alcool, il rappelle aussi que la cafétéria du studio a longtemps été l'une des seules d'Hollywood à servir de la bière durant les repas.

### Le mythe de Pecos Bill
Pour Thomas et Brode, le seul élément notable du film est la séquence de Pecos Bill,. Pecos Bill est une présentation des contes de l'Ouest américain au travers d'une vision du parfait cowboy même si c'est au-delà de l'ironique et une histoire épique proche d'un « Hercule américain » qui par ses travaux a façonné la nature, créant entre autres le golfe de Mexico et le Rio Grande. Pour Maltin, les meilleurs moments de cette séquence sont ceux qui dépeignent des exagérations merveilleuses. L'histoire est aussi empreinte de fortes références culturelles.
Mais cette séquence est aussi une vision cruelle du comportement adolescent vanté par le mythe du cowboy : à la fin le héros se retrouve seul, retourné avec les coyotes et hurlant à la lune, il devient ainsi un « loser (perdant) digne de pitié. » Brode analyse la séquence de Pecos Bill comme « une destruction et une lapidation par Disney du mythe du cowboy propagé par les séries B de western pour préadolescents. » À l'opposé, la séquence avec Johnny Pépin-de-Pomme présente un héros mort mais ayant accompli de nombreuses choses. La stature de demi-dieu de Pecos Bill est donc moins forte que celle du simple humain ayant réussi.
Pecos Bill est dans ce court métrage frappé par un « amour fou proche des standards, même actuels, de l'hystérie sexuelle par la vue d'une jeune femme moitié Vénus de Botticelli, moitié Maria Vargas (Ava Gardner dans La Comtesse aux pieds nus, 1954) digne d'un prélude à la page centrale dépliante de Playboy. » Brode assimile le gag visuel des colts tirant lors du premier baiser de Pecos et Sue à une éjaculation précoce, scène suivie pour Brode par l'une des premières représentations de manière positive d'une leçon d'éducation sexuelle de l'histoire du cinéma hollywoodien. Sue est à la fois très avant-gardiste, une femme libérée voulant participer à un rodéo mais en enfilant une tournure pour le jour de son mariage elle montre une facette de sa psyché qui n'a pas brisé certaines conventions féminines.
Amy Davis écrit que la séquence ne possède pas d'antagoniste ni d'opposition bien contre mal comme plus tard le film Rox et Rouky (1981). Brode ajoute que la séquence contient aussi des éléments que l'on considérerait de nos jours embarrassants vis-à-vis des Amérindiens par exemple en attribuant à Pecos Bill la création du Painted Desert (désert peint) après avoir défait la tribu fictive des Injuns. Cette tribu a été imaginée par Septimus Winner dans son adaptation nommée Ten Little Indians (1868) d'une comptine, dont une adaptation britannique de 1869 a été reprise et popularisée par Agatha Christie dans le roman des Dix Petits Nègres (1939).

## Adaptations et réutilisations
Le segment du film Pecos Bill a subi des modifications lors de sa sortie en VHS : la scène où Pecos Bill allumait sa cigarette et expirait la fumée dans la version originale a été complètement supprimée et toutes les autres où l'on voyait une cigarette entre les lèvres du héros ont été corrigées numériquement, ce qui n'est pas le cas du DVD. Le film Johnny Pépin-de-Pomme a été réédité seul le 25 décembre 1955 puis rediffusé dans des établissements scolaires sous le titre Legend of Johnny Appleseed.
Les segments À la gloire d'un arbre et Bumble Boogie ont été édités sous le titre Contrasts in Rhythm le 11 mars 1955,.
Cinq des séquences ont été associées à quatre autres issues de La Boîte à musique et ont été diffusées sous le nom de Music Land en 1955,.